# Arabia Saudyjska na Mistrzostwach Świata w Lekkoatletyce 2019
Arabia Saudyjska na Mistrzostwach Świata w Lekkoatletyce 2019 – reprezentacja Arabii Saudyjskiej podczas Mistrzostw Świata w Doha liczyła 3 zawodników, którzy nie zdobyli medali.

## Skład reprezentacji

### Mężczyźni
| Zawodnik            | Konkurencja         | Eliminacje | Eliminacje | Półfinał | Półfinał | Finał    | Finał   |
| Zawodnik            | Konkurencja         | Rezultat   | Pozycja    | Rezultat | Pozycja  | Rezultat | Pozycja |
| ------------------- | ------------------- | ---------- | ---------- | -------- | -------- | -------- | ------- |
| Fahhad al-Subaie    | Bieg na 200 metrów  | 20,51      | 26.        | NQ       | NQ       | NQ       | NQ      |
| Mazen al-Yasen      | Bieg na 400 metrów  | 45,70      | 19. q      | 46,11    | 23.      | NQ       | NQ      |
| Tariq Ahmed al-Amri | Bieg na 5000 metrów | 14:21,19   | 33.        | —        | —        | NQ       | NQ      |